# جورج إرنست بوولنجر
جورج إرنست جان ماري بوولنجر (بالفرنسية: Georges Ernest Boulanger)‏ (29 أبريل 1837 - 30 سبتمبر 1891) كان جنرال فرنسي وسياسي وشخصية العام يحظى بشعبية هائلة خلال الجمهورية الثالثة، وفاز سلسلة من الانتخابات، وكان يخشى أن تكون قوية بما فيه الكفاية ليقيم نفسه دكتاتور في أوج شعبيته في يناير كانون الثاني عام 1889. وكان صاحب قاعدة دعم الدوائر العاملة في باريس وغيرها المدن، بالإضافة إلى الكاثوليك والملكيين التقليديين الريفية. روج والقومية العدوانية، والمعروفة باسم Revanchism التي عارضت ألمانيا ودعا إلى هزيمة الحرب الفرنسية البروسية (1870-1871) إلى أن انتقم.

## نهوض حركة البولنجية
فوجئت الحكومة إزاء الكشف عن حصول بوولنجر على نحو مئة ألف صوت لصالح الانتخابات الجزئية في إقليم سين الفرنسي، دون أن يكون مرشحًا فيها بالأصل. أُخرج بوولنجر من منطقة باريس وأُرسِل إلى المقاطعات، ثم عُيِّن قائدًا للقوات المتمركزة في مدينة كليرمون - فيران. لدى مغادرته في 8 يوليو، اقتحمت قوة مكوَّنة من عشرة آلاف منهم واستولوا على محطة ليون، وقاموا بتعليق ملصقات تحمل عنوان «سوف يعود»، وقطعوا طريق السكة الحديدية وقاموا بتحريره.
قرَّر الجنرال حشد الدعم لحركته، وهي الحركة الانتقائية التي استفادت من إحباطات التيار المحافظ الفرنسي، ودعا إلى تبني المبادئ الثلاثة: الانتقام (الانتقام من ألمانيا)، والتعديل (تعديل الدستور)، واستعادة بوربون (العودة إلى النظام الملكي). أُطلق على هذه الحركة مصطلح البولنجية، وهو المصطلح الذي يستخدمه أنصار هذه الحركة وأعدائها على حد سواء. وعلى الفور، تلَّقت هذه الحركة الشعبية الجديدة الدعم من أنصار التيار المحافظ البارزين أمثال الكونت آرثر ديلون، و ألفريد جوزيف ناكويت، و آن دي روشيخوار دي موريتمار (دوق أوزيس، الذي قدَّم له تمويلًا بمبالغ هائلة)، وآرثر ماير، وبول ديروليدي (إلى جانب دعم عصبة باتريوت).
بعد فضيحة الفساد السياسي التي أحاطت بصهر الرئيس الفرنسي دانيال ويلسون، الذي كان يبيع ميداليات ليجوون دونيور بالسرّ لأي شخص، وقعت الحكومة الجمهورية في حالة من الخزي، بالمقابل، ارتفعت شعبية بوولنجر إلى حدّ كبير. وقد أصبح منصبه أساسيًا بعد أن اضطر الرئيس جول كريفي إلى تقديم استقالته جراء تلك الفضيحة: في يناير من عام 1888، وعد أنصار البولنجية بدعم أي مرشح للرئاسة من شأنه أن يقوم بدوره بدعم بوولنجر لمنصب وزير الحرب (إذ كانت فرنسا آنذاك تتمتع بنظام برلماني). لم تنجح إثارة تلك الفضيحة إلا في انتخاب سعدي كارنو وتعيين بيير تيرار لمنصب رئيس الوزراء – وقد رفض تيرار ضمّ بوولنجر إلى مجلس وزرائه. أثناء تلك الفترة، كان بوولنجر مقيمًا في سويسرا، حيث التقى بجيروم نابليون بونابرت الثاني، الذي يُعد من أنصار الحركة البونابرتية، والذي قدَّم دعمه الكامل للقضية. وقد أقام أنصار البونابرتية علاقة وطيدة مع الجنرال، وعمل كومت دي باريس أيضًا على تشجيع أتباعه لتقديم دعمهم له. على اعتباره جمهوريًا، أظهر بوولنجر نواياه الحقيقية عند دخوله معسكر المحافظين الملكيين. في 26 مارس من عام 1888 طُرِد خارج الجيش. في اليوم التالي، ألغى الرئيس دانييل ويلسون قرار سجنه. بدا للشعب الفرنسي أن الجنرالات الشرفاء هم من تتم معاقبتهم في حين كان السَّاسة الفاسدون قد نجو من العقاب، الأمر الذي أدَّى إلى زيادة شعبية بوولنجر.
على الرغم من عدم ترشيحه بشكل قانوني لمجلس النواب الفرنسي (بصفته رجلًا عسكريًا)، فقد خدم بوولنجر، إلى جانب دعم أنصار البونابرتية، في سبعة أقاليم فرنسية منفصلة أثناء الفترة المتبقية من عام 1888. وقد وُزِّع مرشحو البولنجية في جميع الأقاليم الفرنسية. وبالتالي، جرى التصويت لصالحه ولصالح العديد من أنصاره في المجلس، ورافقه حشد كبير في 12 يوليو أثناء أداء اليمين الدستوري – وتم انتخاب الجنرال في الدائرة الانتخابية لإقليم نور الفرنسي. ومع ذلك، شكَّل أنصار البولنجية الأقلية في المجلس. وبما أن بوولنجر لم يتمكن من تحقيق شرعيته، فإن تصرفاته كانت موجهة نحو الحفاظ على صورته العامة. لم يكن فشله كمدعي أو حتى هزيمته ضد تشارلز توماس فلوكيت، الذي كان آنذاك مدنيًا مسنًا ووزير الداخلية، سببًا في الحدّ من حماس أنصاره الشعبيين.
أثناء العام 1888، تمتعت شخصيته بسمة غالبة على السياسة الفرنسية، وحين قدَّم استقالته من منصبه احتجاجًا على الاستقبال الذي قدّمه المجلس لمقترحاته، تنافست الدوائر الانتخابية على اختياره كممثل لها. وُضِع اسمه كموضوع أساسي للأغنية الشعبية «سيه بوولنجر كيل نو فو- بالفرنسية: C'est Boulanger qu'il nous faut» وقد أصبح هو وحصانه الأسود معبود الشعب الباريسي الذي شجَّعه على الترشح للرئاسة. وافق الجنرال على ذلك، لكن طموحاته الشخصية سرعان ما أدَّت إلى تنفير أنصاره من الجمهوريين، الذين رأوا فيه شخصية دكتاتور عسكري مُحتمل. واصل العديد من الملكيين منحه مساعدات مالية على الرغم من أن بوولنجر رأى نفسه بمثابة زعيم وليس مجرد مُصلح.

## روابط خارجية
- جورج إرنست بوولنجر على موقع الموسوعة البريطانية (الإنجليزية)
- جورج إرنست بوولنجر على موقع إن إن دي بي (الإنجليزية)

- (بالفرنسية) Le boulangisme
- (بالفرنسية) Boulangisme and the Third Republic: texts
- Georges Boulanger's gravesite